# Urcerey
Urcerey ist eine französische Gemeinde mit 253 Einwohnern (Stand: 1. Januar 2022) im Territoire de Belfort in der Region Bourgogne-Franche-Comté. Die Bewohner werden Urceroys und Urceroises genannt.
Die Gemeinde erhielt 2023 die Auszeichnung „Eine Blume“, die vom Conseil national des villes et villages fleuris (CNVVF) im Rahmen des jährlichen Wettbewerbs der blumengeschmückten Städte und Dörfer verliehen wird.

## Geographie
Urcerey liegt auf 369 m Höhe, etwa fünf Kilometer südwestlich der Stadt Belfort (Luftlinie). Das Dorf erstreckt sich im Bereich der Burgundischen Pforte, in einer weiten Mulde westlich der Talebene der Douce (Zufluss der Savoureuse) am Ostfuß des Bois du Mont.
Die Fläche des 3,39 km² großen Gemeindegebiets umfasst einen Abschnitt der leicht gewellten Landschaft im Bereich der Burgundischen Pforte (Trouée de Belfort). Der zentrale Teil des Gebietes wird in Nordwest-Südost-Richtung von einer Talmulde durchquert, die sich zur breiten Talebene der Douce hin öffnet. Sie wird als Acker- und Wiesland landwirtschaftlich genutzt. Nördlich dieser Talmulde reicht der Gemeindeboden auf den Höhenrücken der Côte (bis 440 m). Westlich des Dorfes erhebt sich der breite Rücken des Bois du Mont, der überwiegend bewaldet ist und auf dem mit 463 m die höchste Erhebung von Urcerey erreicht wird.
Nachbargemeinden von Urcerey sind Essert im Norden, Bavilliers und Argiésans im Osten, Banvillars im Süden sowie Échenans-sous-Mont-Vaudois und Buc im Westen.

## Geschichte
Erstmals urkundlich erwähnt wird Urcerey im Jahr 1196 unter dem Namen Visceri. Von 1347 ist die Bezeichnung Urcerey überliefert. Zur Zeit seiner ersten Nennung unterstand Urcerey der Meierei Bas-Rosemont, die zur Herrschaft Rosemont gehörte. Zunächst im Einflussbereich der Herren von Montbéliard stehend, gelangte Urcerey Mitte des 14. Jahrhunderts unter die Oberhoheit der Habsburger. Zusammen mit dem Sundgau kam das Dorf mit dem Westfälischen Frieden 1648 an die französische Krone. Seit 1793 gehörte Urcerey zum Département Haut-Rhin, verblieb jedoch nach dem Deutsch-Französischen Krieg 1871 als Teil des arrondissement subsistant du Haut-Rhin im Gegensatz zum restlichen Elsass bei Frankreich.

## Bevölkerungsentwicklung
| Jahr                       | 1962 | 1968 | 1975 | 1982 | 1990 | 1999 | 2006 | 2013 | 2020 |
| Einwohner                  | 117  | 135  | 175  | 227  | 271  | 244  | 237  | 202  | 245  |
| Quellen: Cassini und INSEE |      |      |      |      |      |      |      |      |      |

Mit 253 Einwohnern (1. Januar 2022) gehört Urcerey zu den kleinen Gemeinden des Départements Territoire de Belfort. Nachdem die Einwohnerzahl in der ersten Hälfte des 20. Jahrhunderts stets im Bereich zwischen 110 und 130 Personen gelegen hatte, wurde von 1968 bis 1990 ein Bevölkerungswachstum verzeichnet.

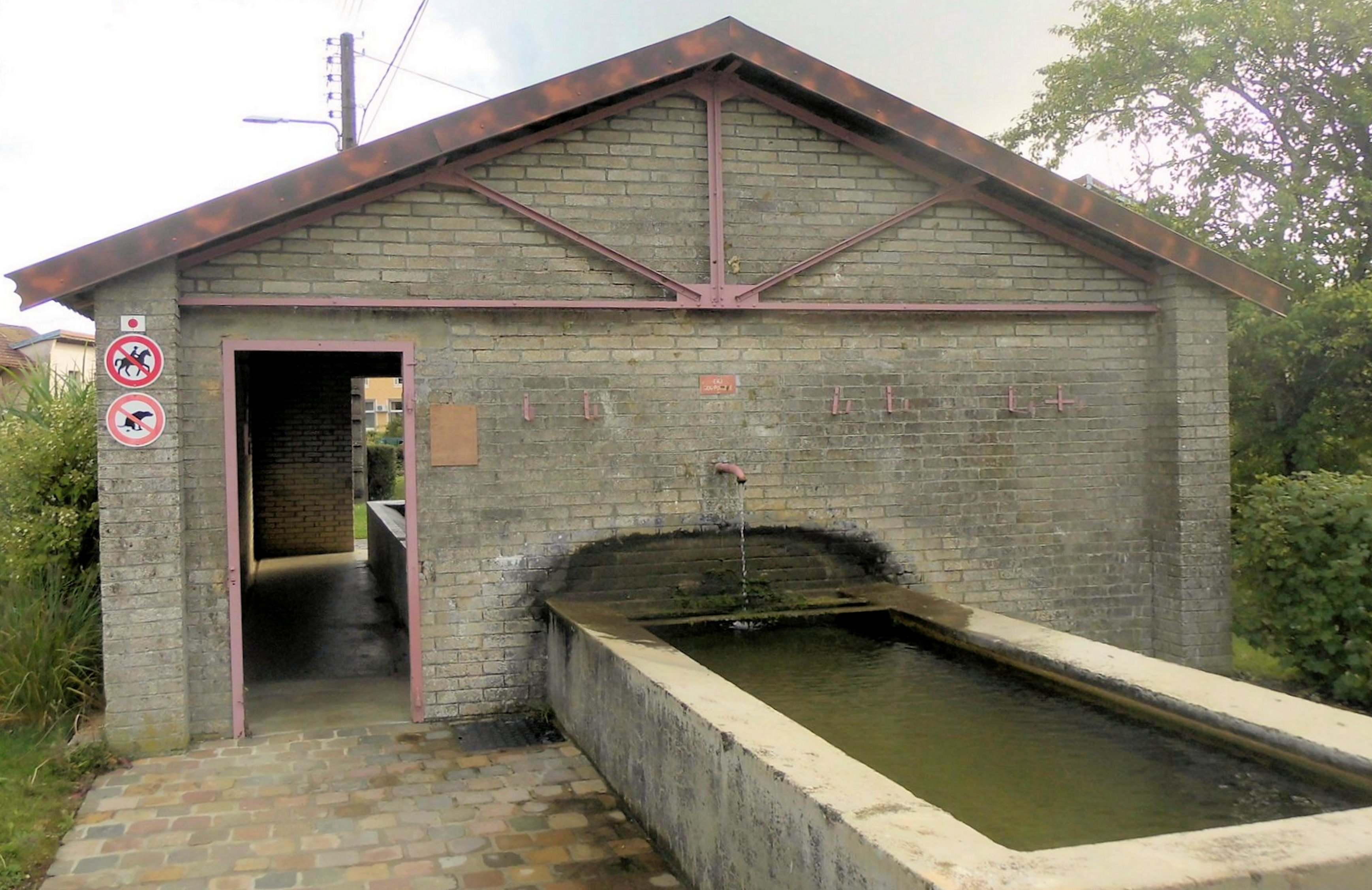
Lavoir in Urcerey

## Sehenswürdigkeiten
Urcerey besitzt ein Lavoir aus dem Jahr 1880. Der alte Ortskern ist geprägt durch verschiedene Bauernhäuser im traditionellen Stil der Franche-Comté aus dem 18. und 19. Jahrhundert.

## Wirtschaft und Infrastruktur
Urcerey war bis weit ins 20. Jahrhundert hinein ein vorwiegend durch die Landwirtschaft (Ackerbau, Obstbau und Viehzucht) geprägtes Dorf. Daneben gibt es heute einige Betriebe des lokalen Kleingewerbes. Mittlerweile hat sich das Dorf zu einer Wohngemeinde gewandelt. Viele Erwerbstätige sind deshalb Wegpendler, die in den Agglomerationen Belfort und Montbéliard ihrer Arbeit nachgehen.
Die Ortschaft ist verkehrstechnisch gut erschlossen. Die Hauptzufahrt erfolgt von Bavilliers an der Departementsstraße D83 (frühere Route nationale 83), die von Belfort nach Héricourt führt. Der nächste Anschluss an die Autobahn A36 befindet sich in einer Entfernung von ungefähr sechs Kilometern. Weitere Straßenverbindungen bestehen mit Argiésans und Buc.